# Pavé corrézien
Le pavé corrézien est un fromage français né en Corrèze, dans le Limousin.

## Description
Entier, on le trouve sous forme de parallélépipède d'environ 30 cm de long d'où son nom.
Une fois coupé, il ressemble à du cantal, son voisin, mais sa couleur est plus blanche et il est plus laiteux.

## Fabrication
C'est un fromage à pâte pressée non cuite à base de lait de vache. Il est plus gras que le cantal, avec 50 % de matière grasse, et a un petit goût de noisette.

## Commercialisation
Il est fabriqué dans la fromagerie familiale Duroux et commercialisé sous le nom de « Pommerol », nom du village limousin où est née l'entreprise en 1936.